# Гипотеза ван дер Вардена
Гипотеза ван дер Вардена — доказанная математическая гипотеза о свойстве значений перманента дважды стохастической матрицы {\displaystyle S} порядка {\displaystyle n}:
{\displaystyle \mathrm {per} (S)\geqslant {\frac {n!}{n^{n}}}},
причём равенство выполняется в том и только том случае, когда все элементы матрицы {\displaystyle S} равны {\displaystyle 1/n}.
Высказана ван дер Варденом в 1926 году; на её доказательства многие годы были направлены усилия специалистов: гипотеза непосредственно проверена для {\displaystyle n\leqslant 5}, в 1959 году доказано, что если перманент на множестве всех дважды стохастических {\displaystyle n}-матриц достигает на некоторой матрице без нулевых элементов минимума, то он равен {\displaystyle n!/n^{n}}. Полностью доказана советскими математиками Георгием Егорычевым в 1980 году (с применением неравенства Александрова — Фенхеля о смешанном объёме) и независимо Дмитрием Фаликманом в 1981 году (также с использованием геометрических методов, работа представлена к публикации в 1979 году); за эти результаты оба учёных удостоены в 1982 году премии Фалкерсона.